# Rhyticeros subruficollis
Rhyticeros subruficollis, conhecida como calau-de-garganta-branca é uma espécie de ave da família Bucerotidae. 
Pode ser encontrada nos seguintes países: Malásia, Myanmar e Tailândia.
Os seus habitats naturais são: florestas secas tropicais ou subtropicais e florestas subtropicais ou tropicais húmidas de baixa altitude.
Está ameaçada por perda de habitat.